# Damblain
Damblain – miejscowość i gmina we Francji, w regionie Grand Est, w departamencie Wogezy.
Według danych na rok 1990 gminę zamieszkiwały 353 osoby, a gęstość zaludnienia wynosiła 27 osób/km² (wśród 2335 gmin Lotaryngii Damblain plasuje się na 703. miejscu pod względem liczby ludności, natomiast pod względem powierzchni na miejscu 419.).